# Aix-en-Provence
Aix-en-Provence (franskt uttal: [ɛks ɑ̃ pʁɔvɑ̃s]
 ( lyssna)), ofta enbart Aix, är en stad och kommun i departementet Bouches-du-Rhône i regionen Provence-Alpes-Côte d'Azur i södra Frankrike. Kommunen är chef-lieu för kantonerna Aix-en-Provence-1 och Aix-en-Provence-2 och är chef-lieu för arrondissementet Aix-en-Provence. År 2022 hade Aix-en-Provence 147 933 invånare.
Staden är sedan början av 1990-talet en av Frankrikes mest snabbväxande och förmögna städer med ett omfattande universitetsväsende och ett framgångsrikt näringsliv. Aix centrala delar härrör från romartiden, och det tar ett tag att lära sig hitta i labyrinten av gränder och torg. På varje torg eller plats, hur liten den än är, finns det alltid en fontän. Genom den gamla staden skär huvudgatan Cours Mirabeau där det alltid är fullt på uteserveringar och restauranger.

## Historia
Aix (Aquae Sextiae) grundades 123 f.Kr. av den romerske konsuln Sextius Calvinus som anlade staden vid de rena och varma källor (termer) som finns här. Under 2000 år sedan stadens grundläggande har dess ursprungliga namn, Aquae Sextiae, som betyder Sextius vatten, i olika keltiska och provensalska dialekter omvandlats till dagens Aix-en-Provence.
102 f.Kr. besegrade här Marius cimbrer och teutoner.
Under 400-talet blev Aix huvudstaden i Narbonensis Secunda. Staden ockuperades av visigoter 477 och plundrades flera gånger av franker och longobarder under seklet som följde för att ockuperas av saracener 731. Aix var under medeltiden huvudort i Provence men uppnådde inte sin största utveckling förrän efter 1100-talet då det blev en central ort för konst och utbildning under Kungariket Aragonien och Anjou. Liksom resten av Provence blev det en del av den franska kronan 1487 och 1501 grundade Ludvig XII Provences parlament.
På 1400-talet uppfanns bakverket calisson, som har särskild anknytning till Aix.

## Befolkningsutveckling
| Befolkningsutvecklingen i Aix-en-Provence 1968–2021 | Befolkningsutvecklingen i Aix-en-Provence 1968–2021 | Befolkningsutvecklingen i Aix-en-Provence 1968–2021 | Befolkningsutvecklingen i Aix-en-Provence 1968–2021 | Befolkningsutvecklingen i Aix-en-Provence 1968–2021 |
| --------------------------------------------------- | --------------------------------------------------- | --------------------------------------------------- | --------------------------------------------------- | --------------------------------------------------- |
|                                                     |                                                     |                                                     |                                                     |                                                     |
| År                                                  |                                                     |                                                     | Folkmängd                                           |                                                     |
| 1968                                                | 1968                                                |                                                     | 89 566                                              |                                                     |
| 1975                                                | 1975                                                |                                                     | 110 659                                             |                                                     |
| 1982                                                | 1982                                                |                                                     | 121 327                                             |                                                     |
| 1990                                                | 1990                                                |                                                     | 123 842                                             |                                                     |
| 1999                                                | 1999                                                |                                                     | 134 222                                             |                                                     |
| 2007                                                | 2007                                                |                                                     | 143 404                                             |                                                     |
| 2015                                                | 2015                                                |                                                     | 142 668                                             |                                                     |
| 2021                                                | 2021                                                |                                                     | 147 478                                             |                                                     |

## Kända personer
- Paul Cézanne, konstnär, född och verksam i staden. Cezanne avbildade ofta det mäktiga bergsmassivet Mont St-Victoire som ligger några kilometer öster om staden.
- Arnaud Clément, tennisspelare.
- Henri Coquand, geolog och paleontolog.
- Eleanora av Provence, engelsk drottning.
- Yvette Guilbert, skådespelerska.
- Jacques Pellegrin, målare.
- Joseph Pitton de Tournefort, botaniker.
- Émile Zola, författare, född i Paris men tillbringade sin barndom i Aix-en-Provence, som är förebild för staden Plassans i Zolas romaner om släkten Rougon-Macquart.

## Bildgalleri

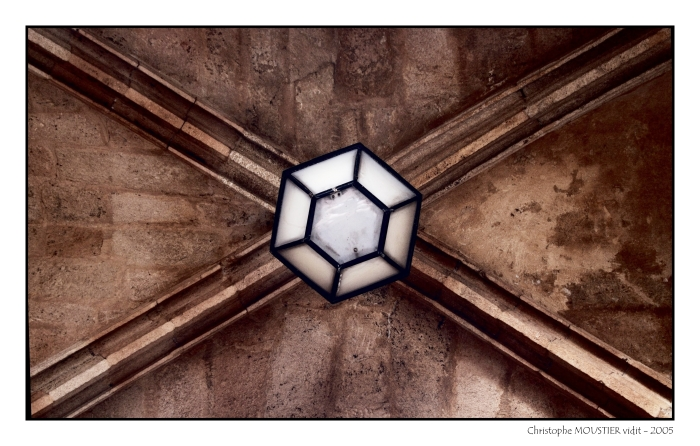
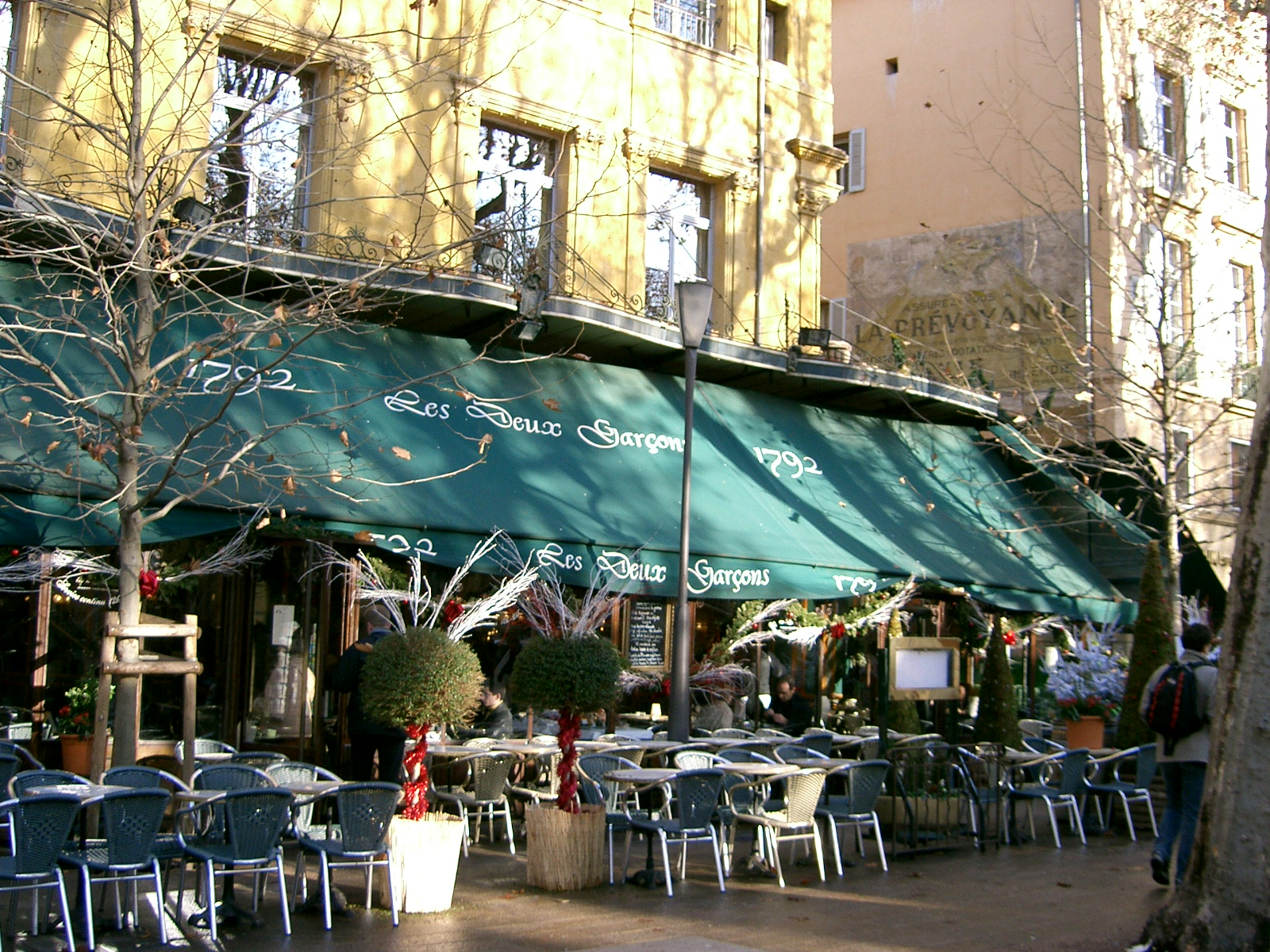
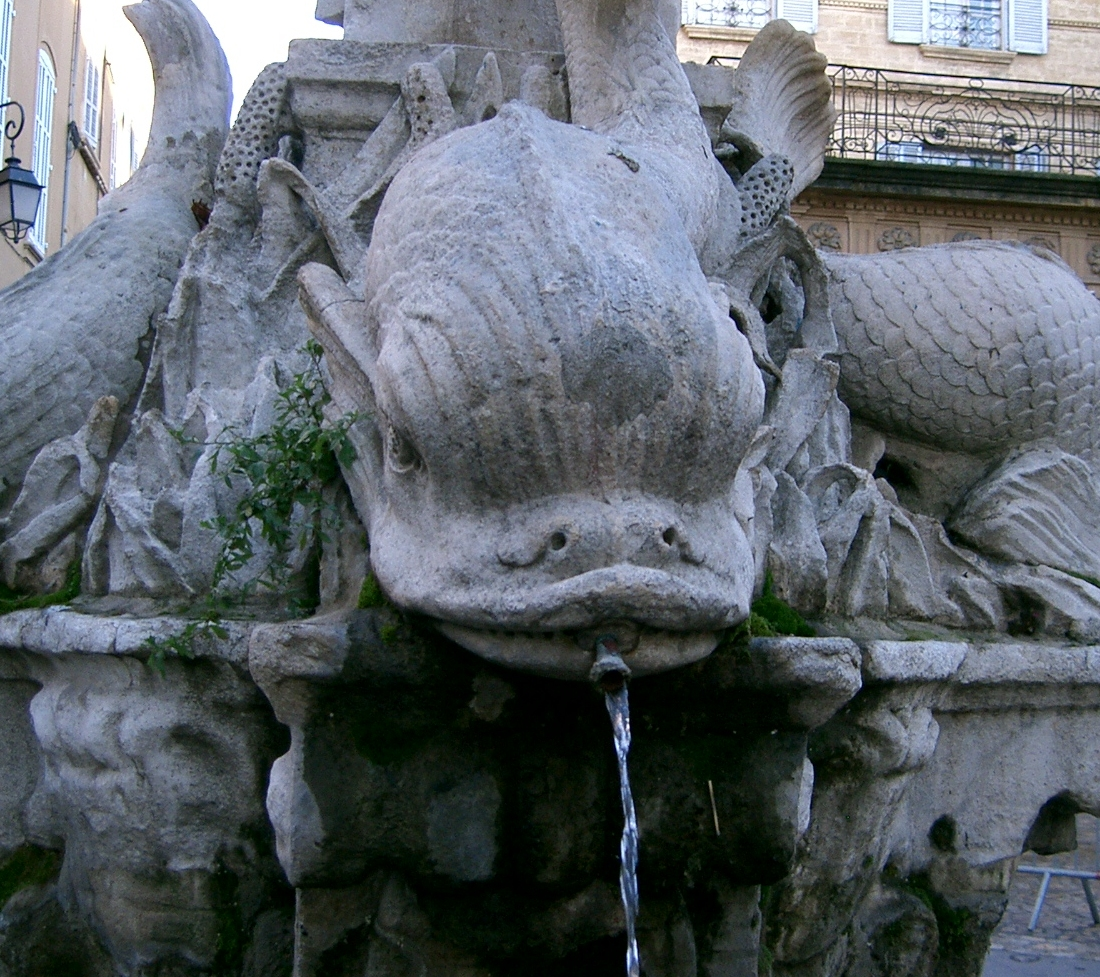
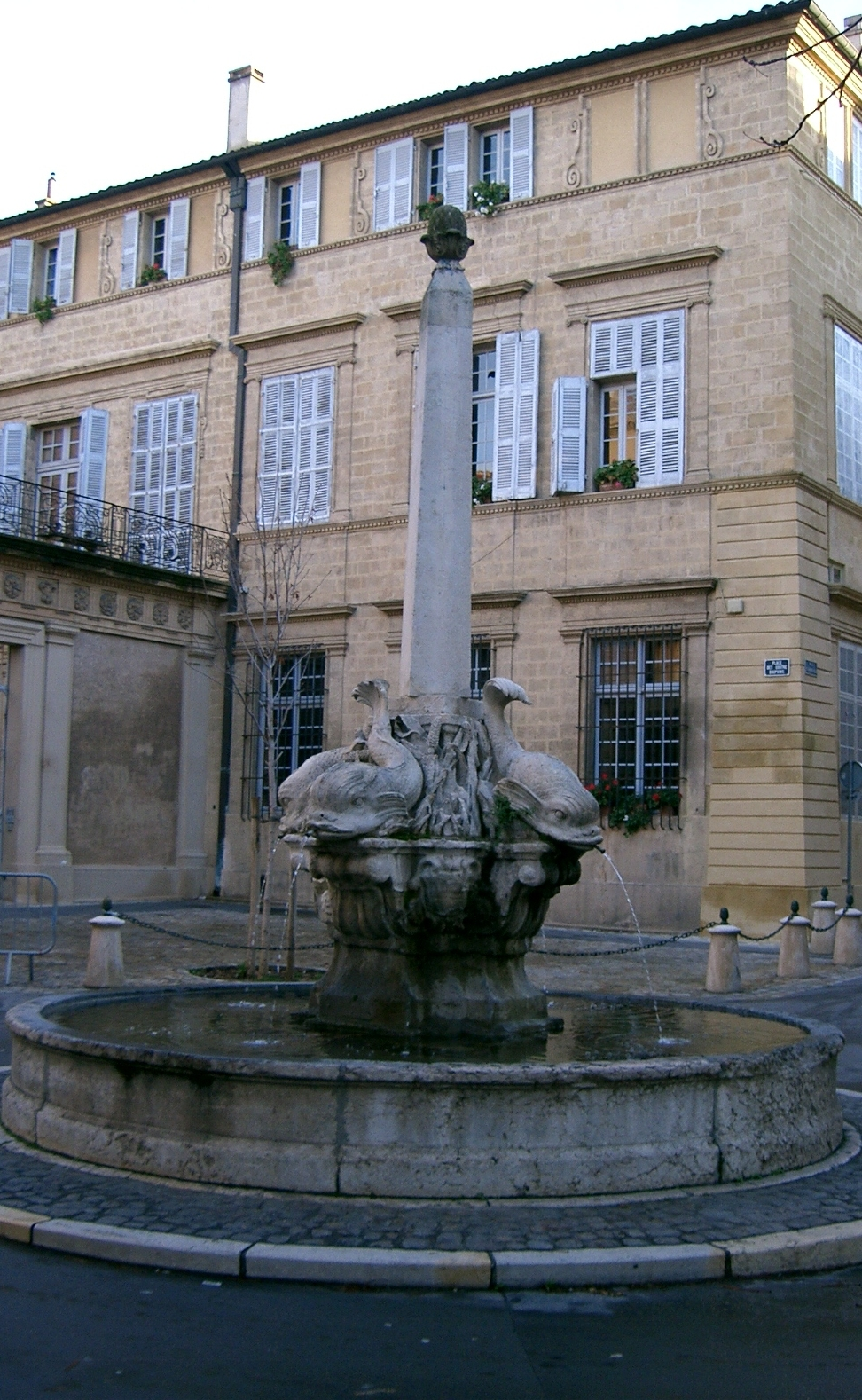
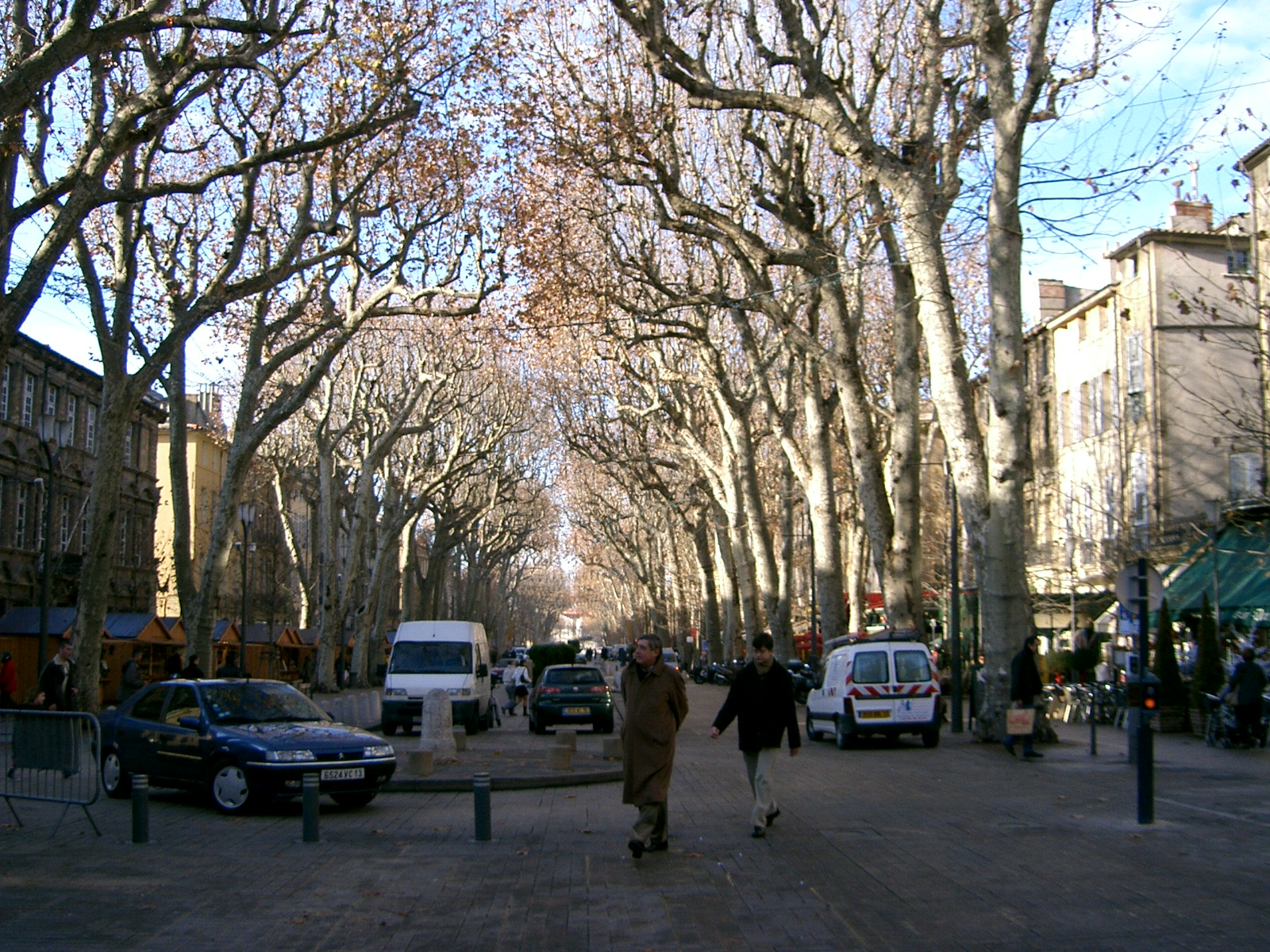
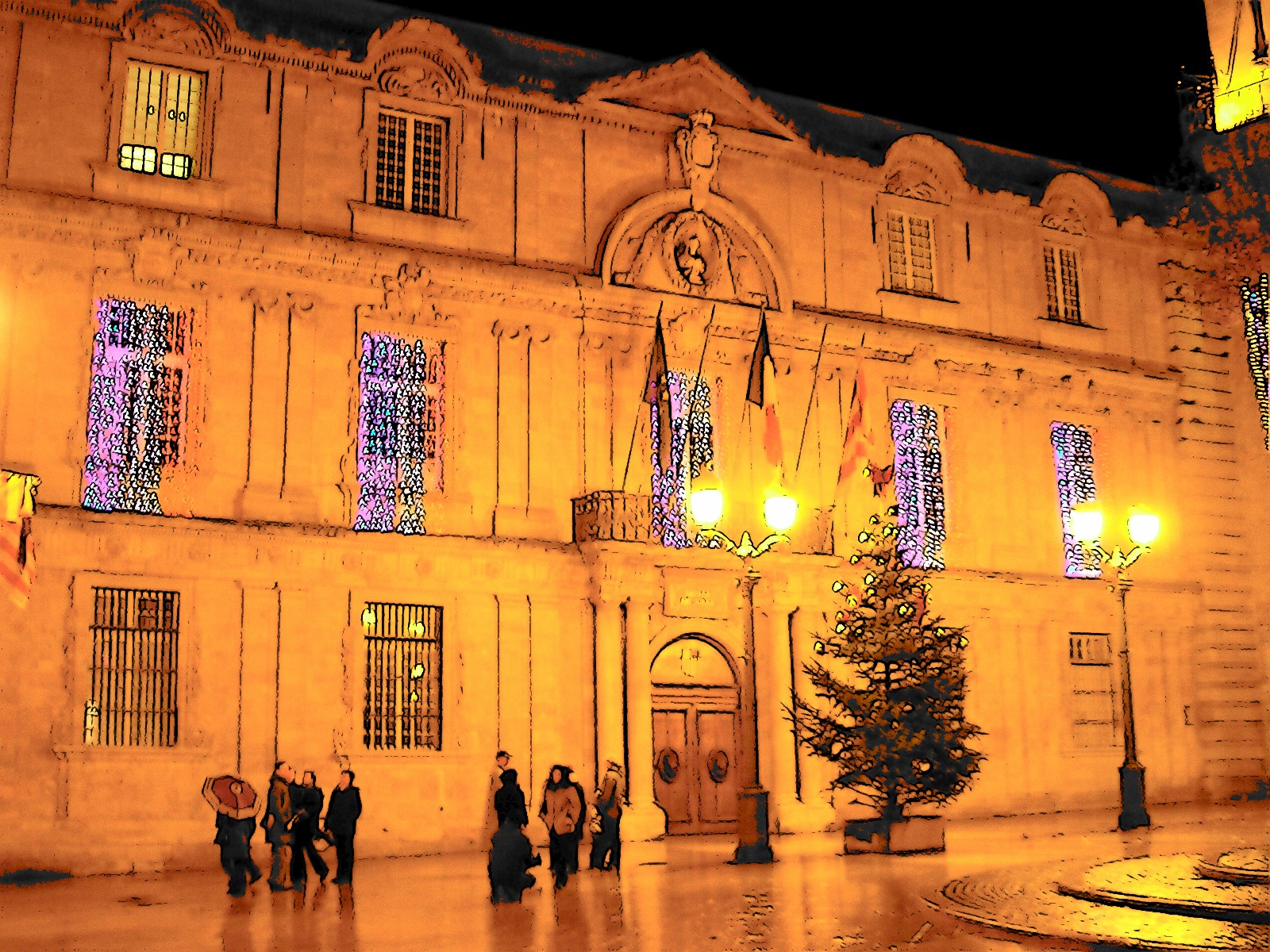
Stadshuset
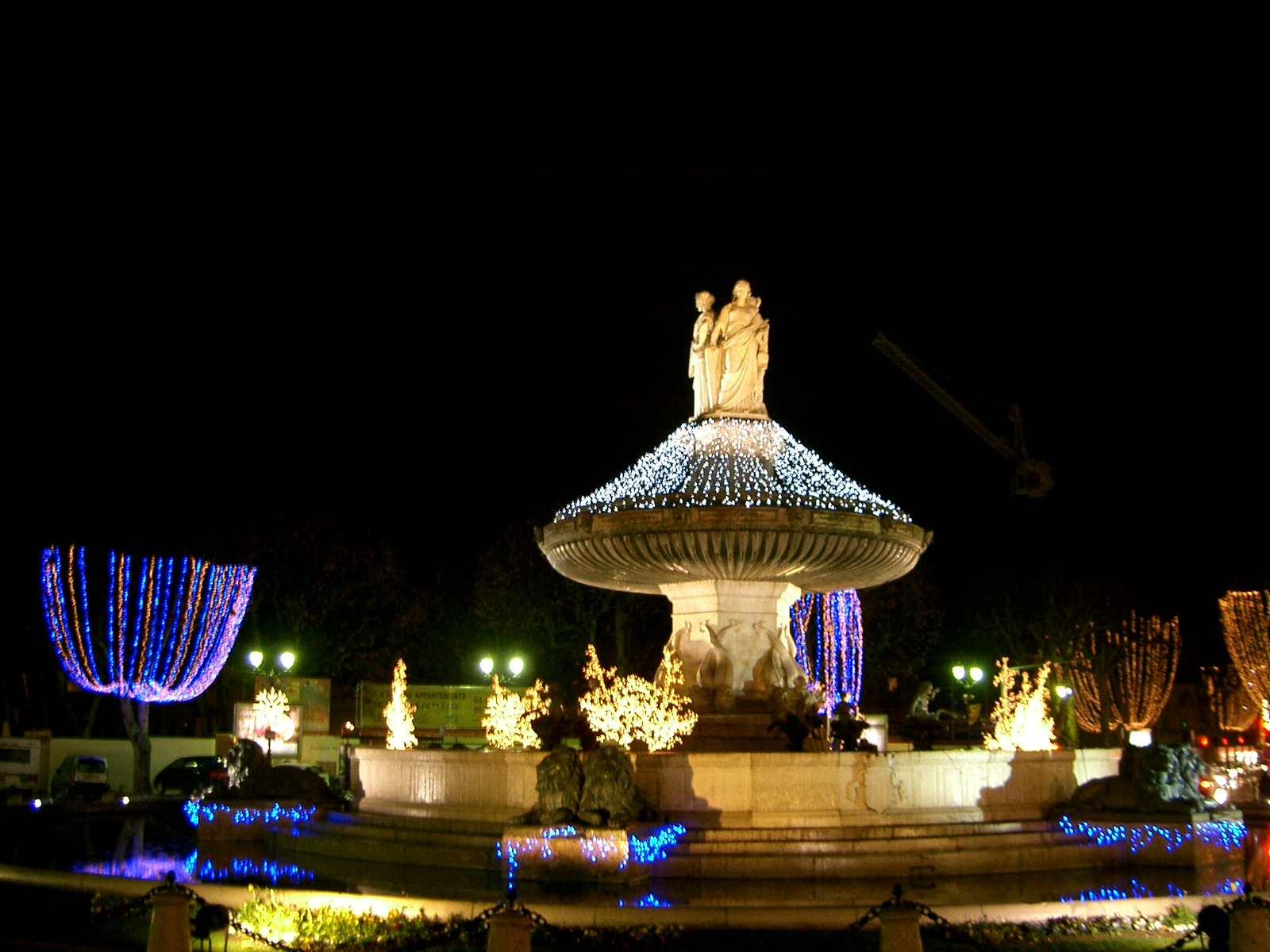
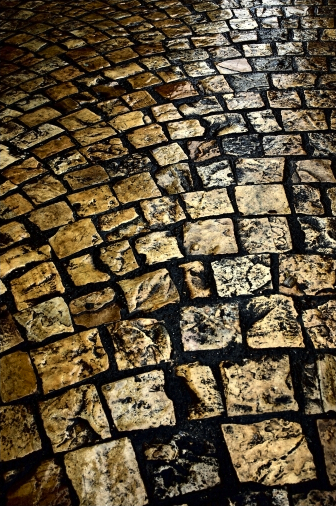
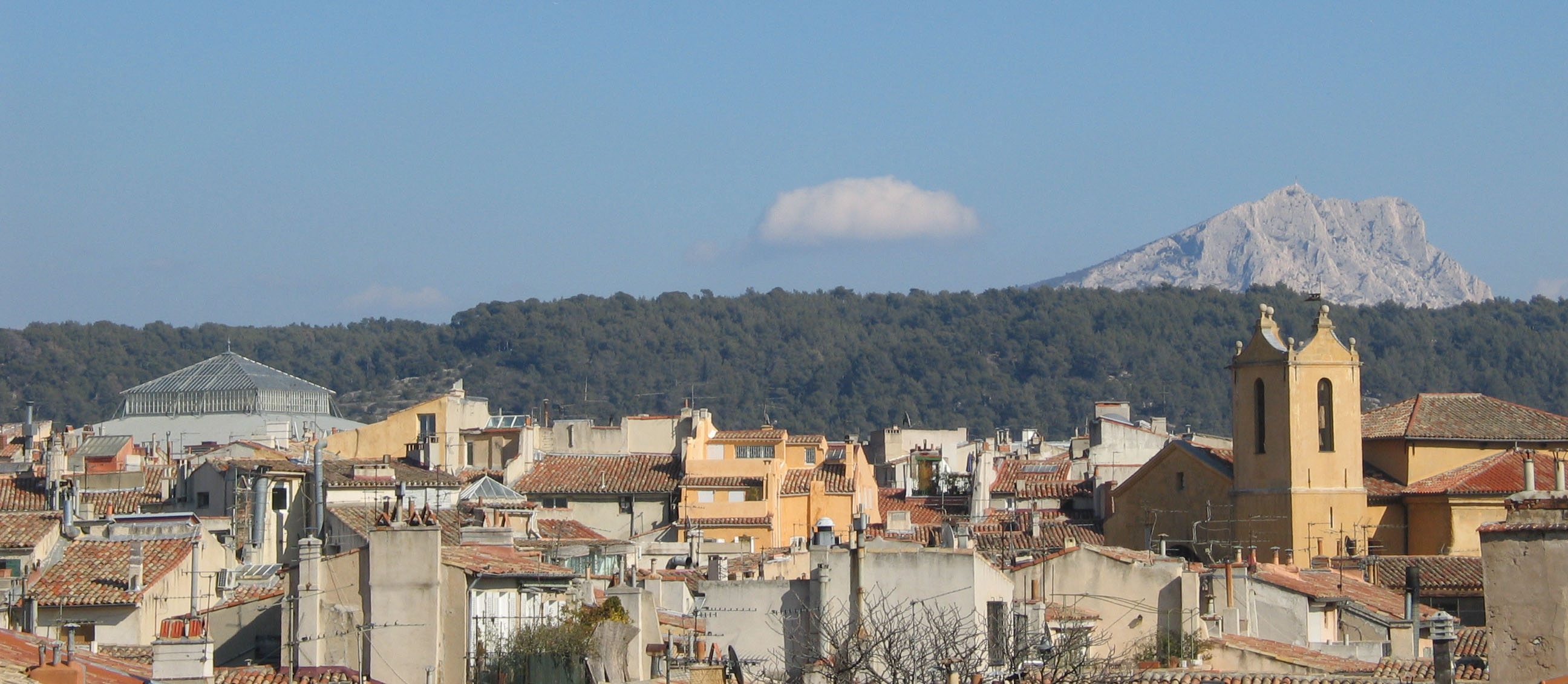
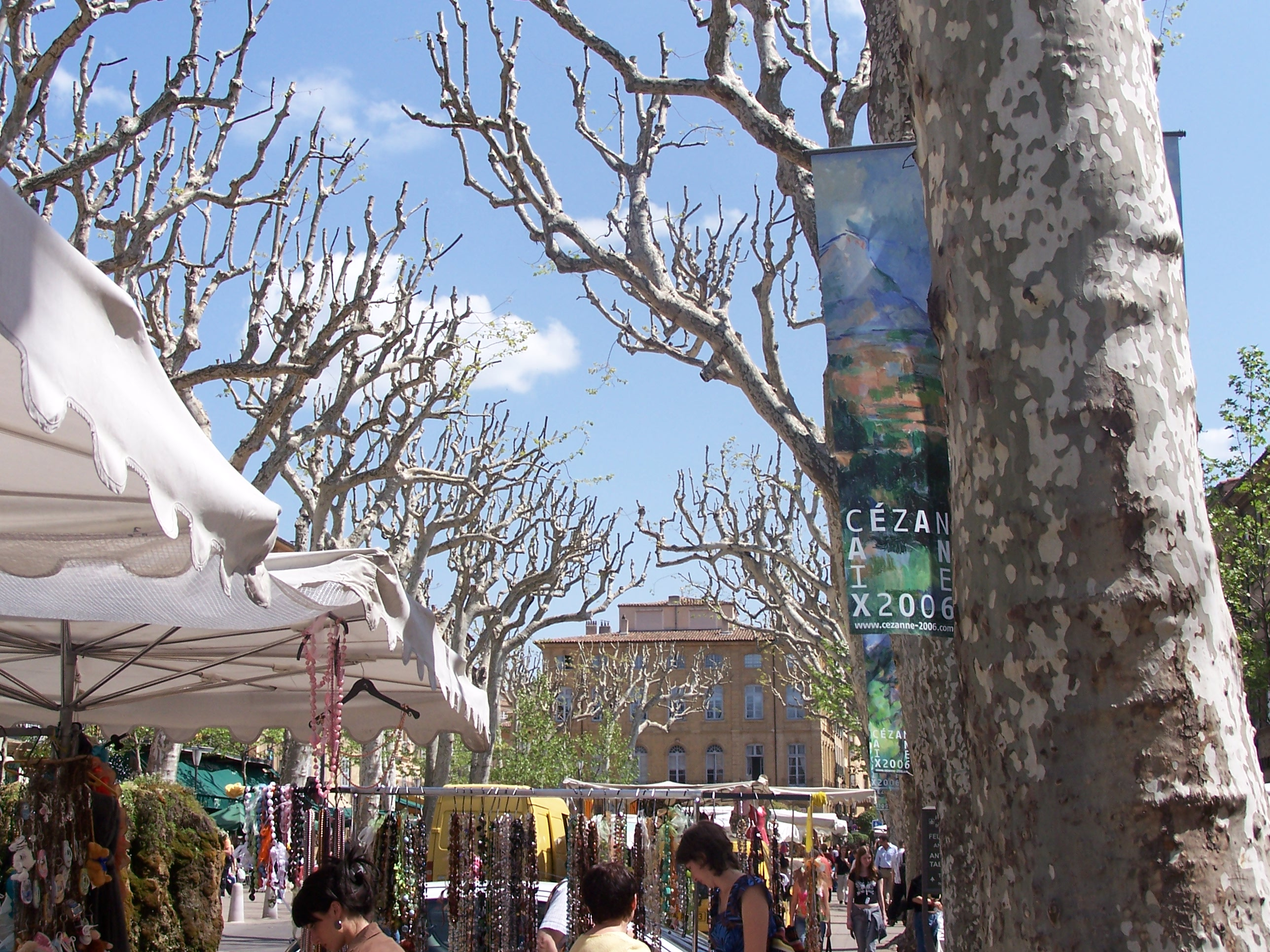
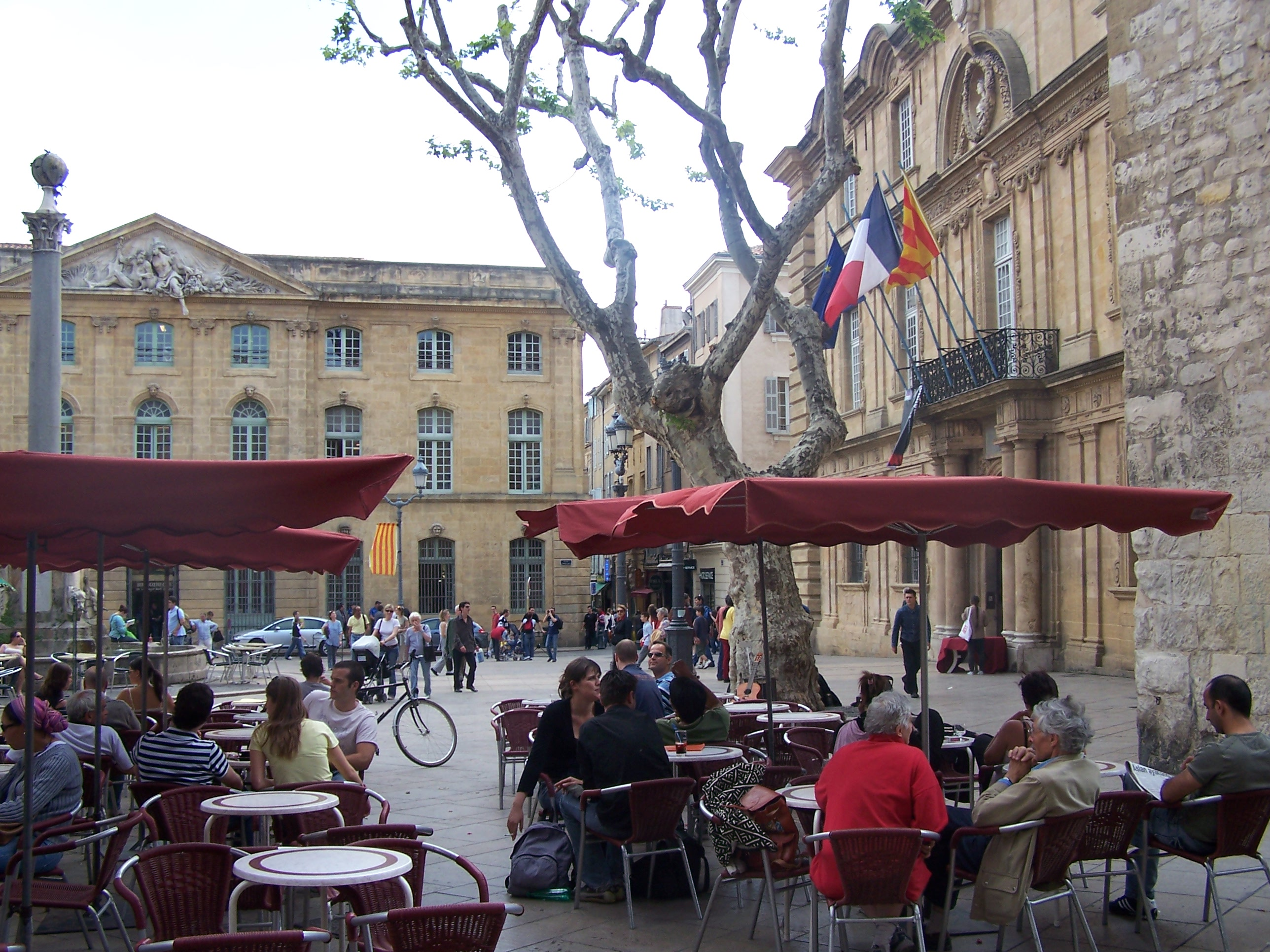
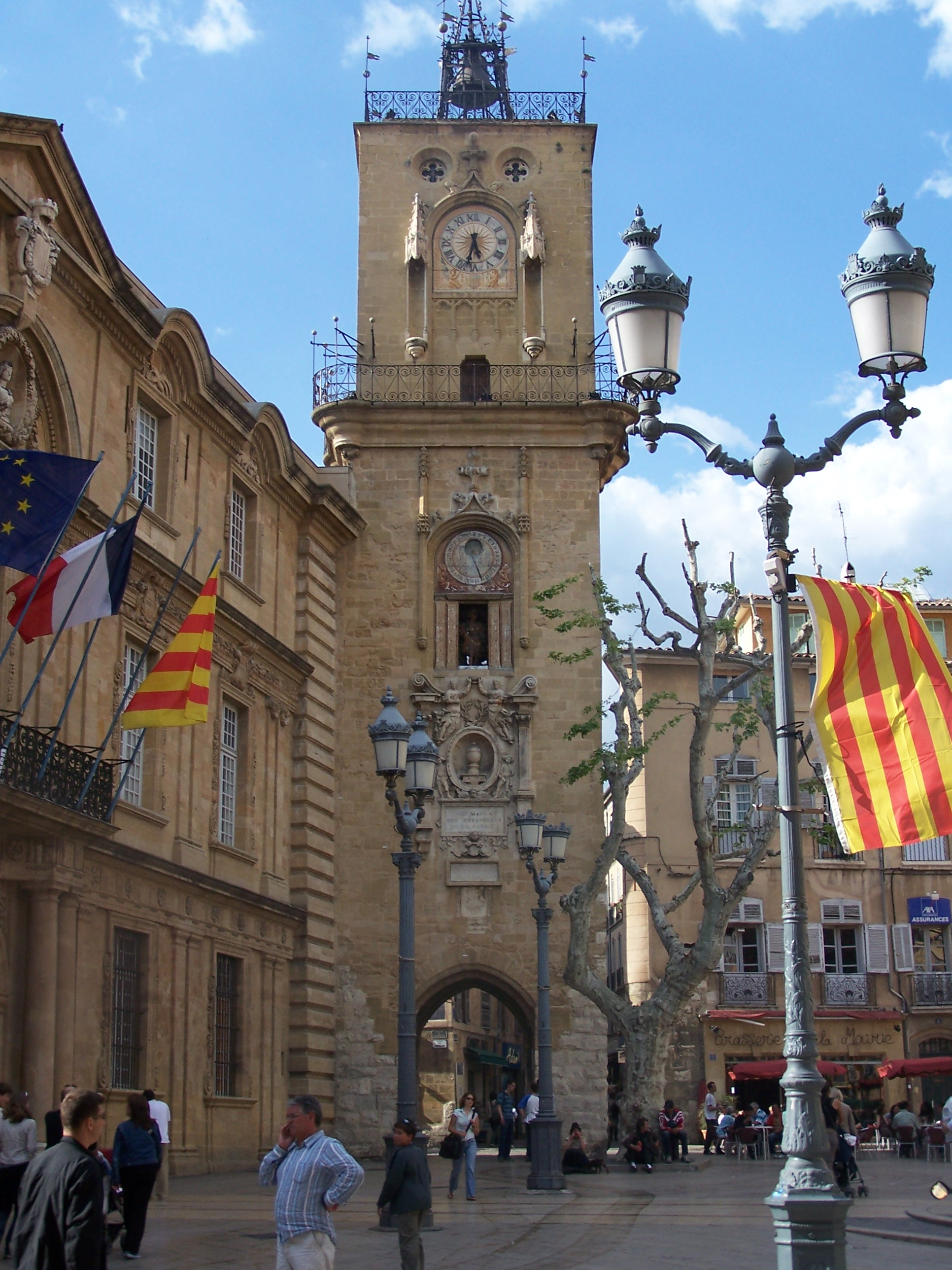
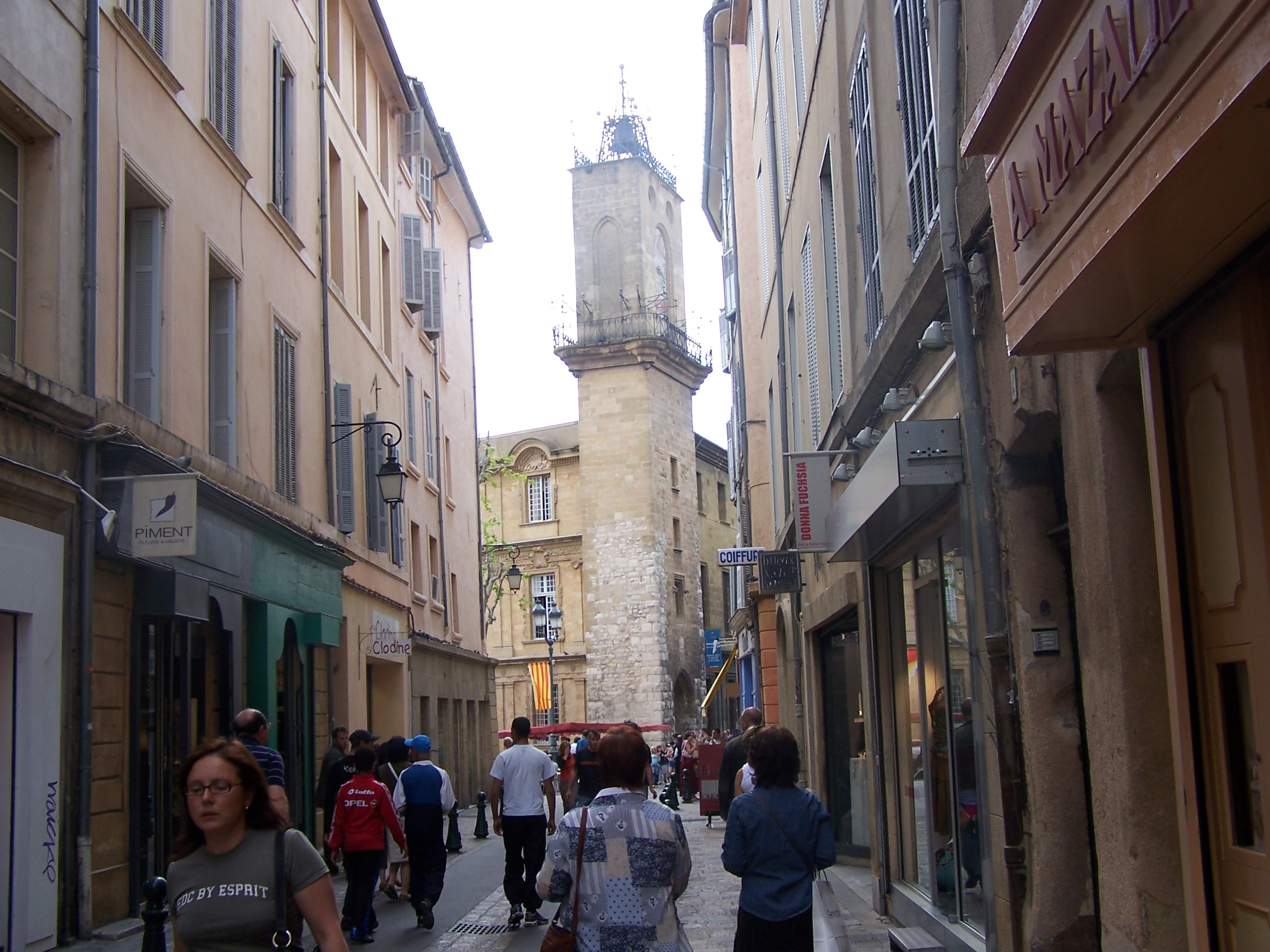
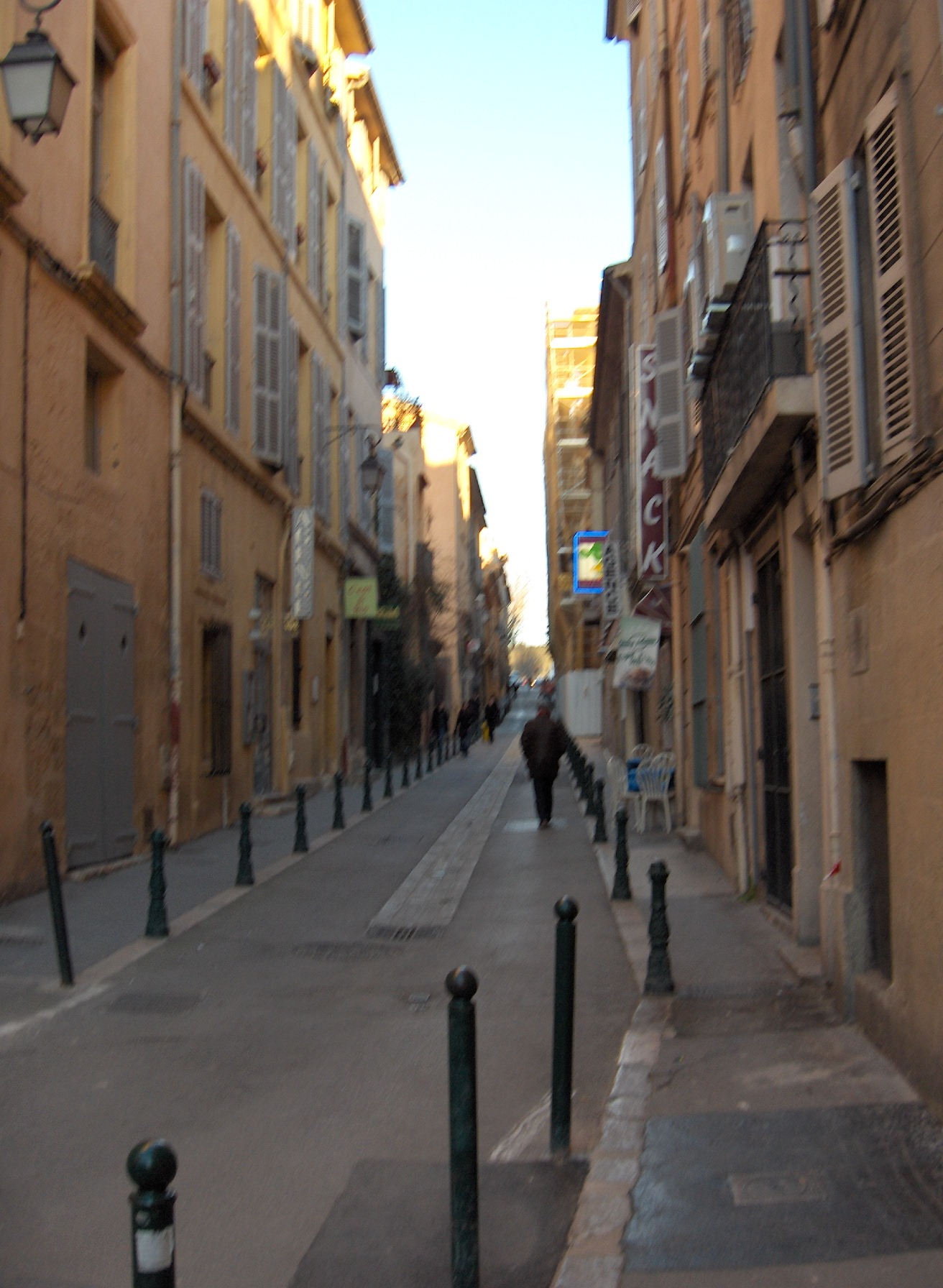